# Caspar Scheuren
Caspar Johann Nepumuk Scheuren (22. august 1810 – 12. juni 1887) var en tysk maler og illustrator.

## Liv
Efter en uddannelse i sin fader Aegidius Johann Peter Joseph Scheurens atelier uddannede han sig som landskabsmaler fra 1829 til 1835 på Kunstakademiet i Düsseldorf. I udviklingen af sin romantiske kunststil udgjorde studierejser et vigtigt element ligesom forbilleder som Carl Friedrich Lessing og Johann Wilhelm Schirmer samt litteratur af Walter Scott bidrog til denne udvikling.
Casper Scheuren er en repræsentanter for Düsseldorfskolen og er en af det 19. århundredes mest betydende malere fra Rhin-området.
I de fleste af hans billeder behandlede han de fra sagn og historier kendte områder omkring Rhinen (Rhinromantikken). Allerede i 1830 opgav han landskabsmalerierne i oliemaling og skabte en ny genre af allegorisk udsmykkede, fint tegnede og yndefuldt kolorerede tegninger, illustrationer, dedikations- og erindringsblade, hvori landskab, personer og ornamentik er kombineret på fantasifulde måder. Disse værker blev hyppigt reproduceret.
Fra 1839 boede han i Düsseldorf. Aachens Historiske Forening satte en mindeplade på hans fødehus i Aachen i 1839.
Hans værker anslås i dag at omfatte 300 malerier, mere end 400 trykte grafikker og over 600 akvareller.